# Уакит (река)
Уаки́т — река в Баунтовском эвенкийском районе Бурятии, левый приток Ципы. Длина реки — 83 км.

## География
Берёт начало из высокогорных озёр Южно-Муйского хребта под пиком 2638 м. К востоку от озёр перевал Орбита, ведущий в истоки Правой Дулешмы, с севера от реки — перевал Уакитский, по которому можно выйти в долину Муйского Уакита. Течёт в направлении на юго-восток через лиственничную тайгу. В долине среднего течения, на правобережье, расположен посёлок Уакит. Впадает в Ципу на высоте 1054 метра над уровнем моря вблизи устья Горбылка. В низовьях соединена протокой с озером Булани.
Ширина реки в среднем течении — 27 метров, глубина — 0,7 метра. В низовьях — 24 и 1,7 метра соответственно.

## Притоки
Объекты перечислены по порядку от устья к истоку.
- Могой[2] (пр)
- Мухтунный[2] (пр)
- Тале[2] (лв)
- 51 км: Дулешма[2] (лв)
- 54 км: Михайловский[2] (пр)
- 63 км: Нерунда[2] (пр)
- 67 км: Юктокон[2] (лв)

## Данные водного реестра
По данным государственного водного реестра России относится к Ленскому бассейновому округу, водохозяйственный участок реки — Витим от водомерного пункта с. Калакан до водомерного пункта с. Спицино, речной подбассейн реки — Витим. Речной бассейн реки — Лена.
Код водного объекта — 18030200212117100024874.